# Оппи, Убальдо
Убальдо Оппи (итал. Ubaldo Oppi; 29 июля 1889, Болонья, Королевство Италия — 25 октября 1942, Виченца, Королевство Италия) — итальянский живописец, писавший картины в стиле экспрессионизма и магического реализма, член группы Новеченто.

## Биография

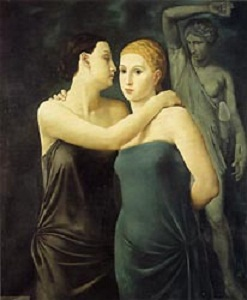
Подруги. 1924

Родился в 1889 году в Болонье. Живописи учился самостоятельно. В 1906 году переехал в Вену, привлеченный творчеством членов Венского сецессиона. Здесь Оппи познакомился с Густавом Климтом, под влиянием которого совершенствовал свою живописную технику. В 1908 и 1909 годах некоторое время он жил в Германской и Российской империях. 1910 год провёл в Венеции. В 1911 году переехал в Париж, где познакомился с Джино Северини и Амедео Модильяни. В Лувре он увлёкся изучением итальянской живописи XV века.
В 1912 году Оппи написал серию обнажённых персонажей на фоне природных ландшафтов. Танцующие обнажённые мужчины и женщины в его картинах демонстрировали связь между человеком и природой, находясь в очевидной гармонии друг с другом и окружающей средой. Позднее интерес художника сфокусировался на предметах, отражающих человеческие страдания, одиночество и нищету. Простота и глубина изображения стали основными особенностями произведений этого цикла. Люди на  картинах Убальдо Оппи изображены с меланхоличными взглядами и жестами, их фигуры истощены, бескровны, у них характерные миндалевидные глаза. Для завершения раннего периода творчества Оппи типичны полотна, отличающиеся стилизацией форм, холодным прозрачным светом и неподвижными, резкими экспрессивными линиями. Женские фигуры с тёмными глазами, многие из которых, вероятно, написаны с модели и любовницы художника Фернанды Оливье, бывшей спутницей Пабло Пикассо, исполнены грусти. В Париже Оппи получил прозвище Антиной, так, как был красивым молодым человеком, с мужественными чертами лица и атлетическим торсом. Он постоянно занимался спортом — боксом, футболом, гимнастикой.
В 1913—1914 годах доминирующей темой его работ стал мир бедняков и маргиналов — образы одиноких и печальных людей, демонстрировавшие угнетение и упадок. В это время Оппи писал преимущественно почти монохромные акварели в голубых тонах, в которых чувствуется созвучность с «изгоями» голубого периода Пикассо, хотя во время создания этих работ Оппи не был знаком с картинами Пикассо. В тот же период им были написаны полихромные акварели с большим количеством оттенков цветов, смягчавших отсутствие выражения на лицах и пустоту во взглядах персонажей, загадочных и театральных, будто пребывающих в сюрреалистической атмосфере.

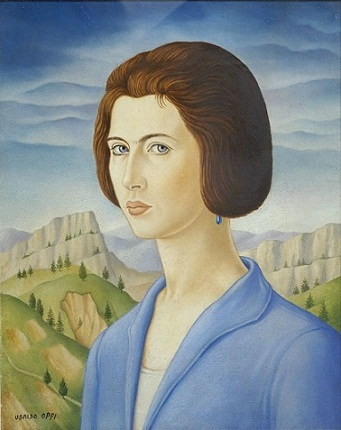
Образ Делии. 1922

К тому же периоду принадлежат многочисленные рисунки и акварели, созданные Оппи в годы Первой мировой войны. Оппи был призван на фронт и воевал в звании лейтенанта. Он был ранен четыре раза и был в плену, в лагере для военнопленных в Маутхаузене. Персонажами работ художника в послевоенный период стали простые люди, семьи солдат, крестьян, рабочих, матери с детьми и безработными отцами. Им была создана целая серия пролетарских типажей в духе скромного и замкнутого «благочестия». Основными темами живописца в это время были постоянное страдание, поиск корней и стремление к миру без трагедий. Когда искусствовед Уго Ойетти спросил его, что дал художнику опыт войны, Оппи ответил: «Бесконечную любовь к людям». С окончанием мирового конфликта у Оппи начался следующий период в творчестве. Пауперизм раннего периода смягчился к 1919 году. Он почти полностью отказался от влияния импрессионизма и символизма.
Безмятежность стала характерной чертой его картин зрелого периода. В это время Оппи познакомился с Делией, на которой женился в 1921 году. Её имя часто появляется в картинах художника. Кроме того, в том же 1921 году он получил признание «Салона Независимых» в Париже, где его работы были оценены современниками, как значительные за элегантность, аристократичность и объективность изображения. Бедность в этих картинах Оппи передана, как смиренная радость отдыха после усталости от повседневной работы.
С 1913 по 1921 год в своих картинах художник пытался восстановить интеллектуальную ценность искусства. Возможно, это связано с чувством религиозного преображения, которое пережил автор. В 1922 году Убальдо Оппи под влиянием идей Маргериты Сарфатти стал участником движения «новеченто» вместе с Ансельмо Буччи, Леонардо Дудревиллем, Джан-Эмилио Малерба, Пьетро Маруссиг, Марио Сирони и Акилле Фуни. Движение стало ответом живописцев на кризис авангарда в искусстве. «Новеченто» утверждало ценность классических форм, призывало вернуться к порядку в искусстве, утверждало «новую объективность». Живописцы и скульпторы стремились вернуться к ренессансной классике, восстановить преемственность национальной культуры, прерванную космополитическим искусством авангарда начала XX века. Новечентисты группировались вокруг журнала того же названия, основанного в 1926 году писателем и журналистом Массимо Бонтемпелли. Члены группы выступали против академизма и формализма, одновременно объявив войну модернизму, эстетизму, сентиментализму и символизму. Они провозгласили возврат к простоте образов и «суровой правде героев и мифов, достойных XX века».
Оппи интерпретировал эти тезисы по своему, используя в своих полотнах композиционные схемы позднего ренессанса, часто в духе примитивизма и метафизического реализма. Его работы, особенно в первой половине 1920-х годов, часто характеризуются чертами «магического реализма». По мнению искусствоведа Франца Роха, крупного теоретика в области изучения этого течения в живописи, Оппи был одним из его родоначальников, хотя работал достаточно самостоятельно и независимо от других. В 1924 году художник организовал индивидуальную экспозицию на XIV Венецианской биеннале. Известность Оппи росла, как в Италии, так и за рубежом. Его работы получили единодушное признание у критиков. Оппи также участвовал в Венецианских биеннале 1926 и 1932 годов. Кроме того, в 1924 году, совместно с Казорати, художник участвовал на Всемирной выставке в Питтсбурге и занял второе место за картину «Лежащая обнаженная».
В 1924—1932 годах художник написал серию с обнажёнными на фоне больших драпировок, похожих на театральные шторы. Оппи, как и всех членов движения «новеченто», и в целом европейского неоклассицизма, интересовал человек, которого он поместил в центр своих художественных интересов. Изобразительный язык его зрелых работ резок, фон и композиция вдохновлены творчеством старых мастеров, скульптурой и фотографией.
Поздний период в творчестве Оппи начался в 1932 году. В это время он поселился в Виченце. Духовный кризис привёл его к религиозной живописи. Оппи стал членом католической церкви. В работах позднего периода художник вернулся к классическому стилю. В 1927—1928 годах он начал цикл фресок в капелле Святого Франциска в базилике Святого Антония в Падуе, который завершил в 1932 году. В 1934—1935 годах Оппи трудился над фресками в церкви в Больцано-Винчентино. Им также были написаны фрески в мемориалах на местах сражений Первой мировой войны, где и сам он храбро сражался. От этого периода сохранилось много фресок кисти художника в церквях в области Венето. Во время Второй мировой войны Оппи снова призвали в армию в звании подполковника. Но вскоре из-за болезни он был демобилизован и вернулся в Виченцу, где вскоре умер в 1942 году.